# Финглас
Финглас (англ. Finglas; ирл. Fionn-ghlas) — городской район Дублина в Ирландии, находится в административном графстве Дублин (провинция Ленстер). Население — 31 529 человек (по переписи 2006 года).
В 1932 году здесь был открыт первый коммерческий аэропорт Ирландии.
У Фингласа есть побратим —  Кантон.